# Список дипломатических и консульских представительств в Австрии

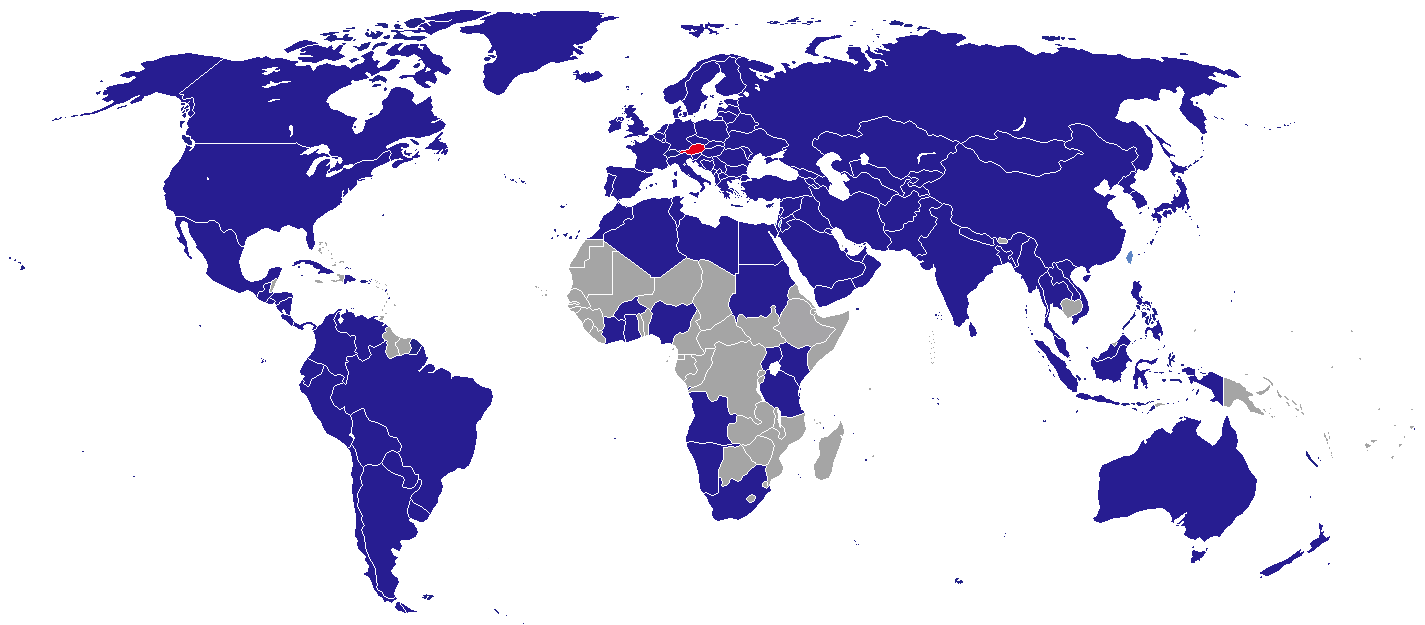
Дипломатические миссии иностранных государств в Австрии

В данном списке представлена информация о дипломатических миссий иностранных государств в Австрии . В настоящее время в столице Вена находятся 118 посольств. Послы ряда стран аккредитованы в Австрии с резиденцией в Берлине.

## Посольства

### Европа
- Азербайджан
- Албания
- Андорра
- Бельгия
- Беларусь
- Болгария
- Босния и Герцеговина
- Ватикан
- Великобритания
- Армения
- Греция
- Грузия
- Дания
- Эстония
- Ирландия
- Исландия
- Испания
- Италия
- Кипр
- Республика Косово
- Латвия
- Литва
- Лихтенштейн
- Люксембург
- Мальта
- Мальтийский орден
- Молдова
- Нидерланды
- Германия
- Норвегия
- Польша
- Португалия
- Северная Македония
- Россия
- Румыния
- Сербия
- Словакия
- Словения
- Турция
- Венгрия
- Украина — Посольство Украины в Австрии
- Финляндия
- Франция
- Хорватия
- Чехия
- Черногория
- Швейцария
- Швеция

### Азия и Австралия
- Австралия
- Афганистан
- Вьетнам
- Йемен
- Израиль
- Индия
- Индонезия
- Ирак
- Иран
- Иордания
- Казахстан
- Катар
- Кыргызстан
- Китай
- Кувейт
- Лаос
- Ливан
- Малайзия
- Монголия
- ОАЭ
- Оман
- Пакистан
- Республика Корея
- КНДР
- Саудовская Аравия
- Сирия
- Таджикистан
- Таиланд
- Туркменистан
- Узбекистан
- Филиппины
- Шри-Ланка
- Япония

### Северная Америка
- Белиз
- Гватемала
- Доминиканская Республика
- Канада
- Коста-Рика
- Куба
- Мексика
- Никарагуа
- Панама
- Сальвадор
- США

### Южная Америка
- Аргентина
- Боливия
- Бразилия
- Венесуэла
- Эквадор
- Колумбия
- Парагвай
- Перу
- Уругвай
- Чили

### Африка
- Алжир
- Ангола
- Буркина-Фасо
- Эфиопия
- Египет
- Зимбабве
- Кабо-Верде
- Кения
- Кот-д’Ивуар
- Ливия
- Марокко
- Намибия
- Нигерия
- ЮАР
- Судан
- Тунис

## Представительства/миссии
- Китайская Республика (TECO)
- Палестина (Генеральное представительство Палестины)

## Генеральные консульства

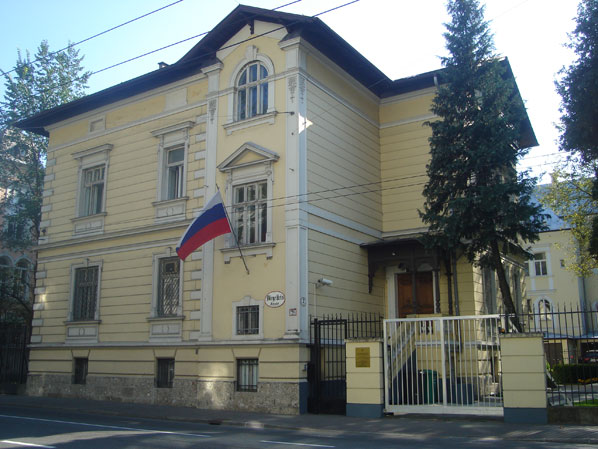
Генеральное консульство России в городе Зальцбург.

Зальцбург
- Россия
- Сербия
- Турция

Брегенц
- Турция

Инсбрук
- Италия

Клагенфурт-ам-Вёртерзе
- Словения

## Аккредитованные посольства

### Берлин
- Бангладеш
- Бруней
- Бурунди
- Габон
- Гвинея
- Гондурас
- Эритрея
- Камерун
- Лесото
- Маврикий
- Мавритания
- Мадагаскар
- Малави
- Мали
- Мозамбик
- Монако
- Мьянма
- Непал
- Новая Зеландия
- Республика Конго
- Руанда
- Сенегал
- Танзания
- Того
- Уганда

### Женева
- Багамские Острова
- Бенин
- Ботсвана
- Бутан
- Гаити
- Замбия
- Катар
- Тринидад и Тобаго
- Ямайка

### Брюссель
- Барбадос
- Гайана
- Гвинея-Бисау
- Гренада
- Камбоджа
- Нигер
- Эсватини

### Другие города
- Гана (Берн)
- Либерия (Бонн)
- Сьерра-Леоне (Бонн)
- Гамбия (Лондон)
- Сент-Винсент и Гренадины (Лондон)
- Сингапур (Сингапур)